# Alexander Stewart
Alexander Stewart,  III duca di Albany (1454 – Francia, 1485), è stato un condottiero scozzese.

## L'inutile corsa al trono
Alexander Stewart nacque nel 1454, secondogenito di Giacomo II di Scozia e Maria di Gheldria, figlia a sua volta di Arnold, Duca di Gheldria.
Alexander venne creato Duca d'Albany attorno al 1458 e insieme gli venne dato il titolo di Conte di March, unitamente alle Signorie di Annandale e dell'Isola di Man. Nel 1460 si imbarcò per il continente diretto verso la Gheldria, terra natale della madre e quando ritornò in patria quattro anni dopo venne catturato dagli inglesi. Il suo rilascio fu rapido e una volta rientrato a casa venne allevato perché sapesse prendere parte agli affari di governo e provvedere alla difesa della Scozia e, una volta divenuto maggiorenne, venne nominato Lord High Admiral of Scotland e Guardiano delle Marche in rapida successione. Alcune delle sue azioni come Guardiano suscitarono il sospetto che egli fosse coinvolto in qualche azione disonesta e che la politica di violenza che portava avanti sui confini fosse volta a rompere la tregua che suo fratello Giacomo III di Scozia aveva concluso con gli inglesi nel 1474 promettendo in matrimonio il figlio Giacomo a Cecilia di York, figlia di Edoardo IV d'Inghilterra.
Nel 1479 Giacomo gli requisì il contado di March ed Alexander scelse di fuggire a Parigi dove nel mese di settembre venne ben accolto da Luigi XI di Francia che palesò il proprio favore verso di lui dandogli in moglie Anna de la Tour D'Auvergne esponente di una nobile famiglia francese. Alexander e Anna convolarono a nozze nel 1480. Luigi tuttavia non si spinse tanto in là da appoggiare il suo desiderio di ribellarsi al fratello e muovergli guerra così nel giugno 1482 Alexander strinse con Edoardo IV il Trattato di Fotheringay. Secondo il trattato Alexander si impegnava a mantenere la Scozia sotto il dominio inglese e di dare all'Inghilterra le contee più meridionali della Scozia in cambio dell'aiuto di Edoardo per prendere il trono. Nello stesso anno Riccardo, Duca di Gloucester ed Alexander si misero a capo di un vasto esercito che si diresse verso Berwick-upon-Tweed che venne presa d'assedio, una volta presa la città una parte dell'armata andò verso Edimburgo. Giacomo intanto era stato assediato presso Lauder e quando si preparò ad affrontare gli uomini del fratello venne imprigionato al Castello di Edimburgo. Alcuni storici ritengono che il successo dell'operazione sia dipeso anche dalla connivenza di alcuni magnati che erano stati esclusi da Giacomo e fra questi vi sarebbero stati anche diversi parenti dei due fratelli, tuttavia le prove sono scarse.
Riccardo dal canto suo pareva contento di avere preso Berwick e senza altre pretese lasciò la Scozia l'11 agosto 1482, Alexander intanto con un gruppo di nobili che si era stretto intorno a lui cominciò a lavorare per creare un nuovo governo, entro i primi di ottobre Alexander era divenuto reggente, aveva ripreso il contado che aveva perso insieme ai vecchi incarichi e si nominò anche conte di Mar. Quest'ultima nomina sembrò suscitare le ire di George Gordon, II conte di Huntly (prima del 1455-8 giugno 1501), un potente magnate che aveva pensato di prendere il contado per sé. In tutto questo Giacomo aveva convinto un certo numero di nobili a ritornare al suo fianco e fra questi spiccavano John Stewart, I conte di Lennox (prima del 1430-fra l'8 luglio e l'11 settembre 1495), custode del Castello di Edimburgo, il conte di Atholl ed il vescovo di Dunkeld. Quando il parlamento si riunì in dicembre fra questi e lo scontento di Gordon si precipitò nella confusione tanto che Alexander fuggì a Dunbar fra Natale e Capodanno. Il 2 gennaio Alexander tentò vanamente di ricatturare il fratello e solo il 19 marzo fu in grado di venire a patti con Giacomo dopo essere stato raggiunto dalle forze che Edoardo gli aveva promesso cira un mese prima. Tuttavia il 9 aprile 1483 Edoardo morì lasciando Alexander privo del suo principale punto di forza e poco dopo fu costretto a riparare al sud lasciando al Castello di Dunbar una piccola guarnigione inglese.
Nel luglio 1484 Alexander invase di nuovo la Scozia insieme a James Douglas, IX conte di Douglas (1426-1488) che era stato esiliato perché accusato di complottare con il sovrano inglese. Il 22 luglio alla battaglia di Lochmaben gli invasori vennero spazzati via, Douglas catturato ed Alexander costretto di nuovo alla fuga, quest'invasione non aveva avuto il supporto di Riccardo III d'Inghilterra e nessuno dei due aveva trovato aiuto nei propri possedimenti in patria.
Da qui in poi l'ultimo periodo della vita di Alexander è fumoso, si sa che egli fu imprigionato al Castello di Edimburgo (e che sia anche fuggito) e pare che tale prigionia abbia avuto luogo nel 1485 insieme alla relativa fuga. Quel che è certo è che uno dei suoi alleati James Liddale era incarcerato in quello stesso periodo ed in attesa dell'esecuzione accreditando l'ipotesi che Alexander, tornato in Scozia in quell'anno, venne preso e incarcerato.
Una volta fuggito lo si trova in Francia, Alexander morì vicino a Parigi in seguito alla ferita ad un occhio riportata durante una giostra.

## Matrimonio e figli
In gioventù Alexander si sposò con Katherine Sinclair, figlia di William Sinclair, I conte di Caithness (1410-1484), il matrimonio venne dichiarato nullo nel 1478 e i figli, dichiarati illegittimi, erano:
- Alexander Stewart, Vescovo di Moray (1477-9 dicembre 1453)
- Andrew Stewart

Dalle nozze con Anna de la Tour D'Auvergne nacque
- John Stewart (1481–1536) che sposò la nipote della madre e sua omonima Anne de La Tour d'Auvergne (1496-1524, ella, morendo senza eredi, lasciò i propri beni alla nipote Caterina de' Medici.
- Alexander Stewart
- Anna Stewart

Si riporta anche la nascita di una figlia illegittima:
- Margaret Catherine Stewart

## Ascendenza
|                      |                       |                                    | Genitori                                   |  |  | Nonni |  |  | Bisnonni              |  |  | Trisnonni            |  |
|                      |                       |                                    |                                            |  |  |       |  |  | Roberto III di Scozia |  |  | Roberto II di Scozia |  |
|                      |                       |                                    |                                            |  |  |       |  |  | Roberto III di Scozia |  |  | Roberto II di Scozia |  |
|                      |                       | Elizabeth Mure                     |                                            |  |  |       |  |  | Roberto III di Scozia |  |  |                      |  |
| Giacomo I di Scozia  |                       |                                    |                                            |  |  |       |  |  | Roberto III di Scozia |  |  |                      |  |
|                      |                       | Annabella Drummond                 | John Drummond di Lennox                    |  |  |       |  |  |                       |  |  |                      |  |
|                      |                       | Annabella Drummond                 | John Drummond di Lennox                    |  |  |       |  |  |                       |  |  |                      |  |
|                      |                       | Annabella Drummond                 | Mary di Montifex                           |  |  |       |  |  |                       |  |  |                      |  |
| Giacomo II di Scozia |                       | Annabella Drummond                 |                                            |  |  |       |  |  |                       |  |  |                      |  |
|                      |                       | John Beaufort, I conte di Somerset | Giovanni Plantageneto, I duca di Lancaster |  |  |       |  |  |                       |  |  |                      |  |
|                      |                       | John Beaufort, I conte di Somerset | Giovanni Plantageneto, I duca di Lancaster |  |  |       |  |  |                       |  |  |                      |  |
|                      |                       | John Beaufort, I conte di Somerset | Katherine Swynford                         |  |  |       |  |  |                       |  |  |                      |  |
| Giovanna Beaufort    |                       | John Beaufort, I conte di Somerset |                                            |  |  |       |  |  |                       |  |  |                      |  |
|                      |                       | Margaret Holland                   | Thomas Holland, II conte di Kent           |  |  |       |  |  |                       |  |  |                      |  |
|                      |                       | Margaret Holland                   | Thomas Holland, II conte di Kent           |  |  |       |  |  |                       |  |  |                      |  |
|                      |                       | Margaret Holland                   | Alice FitzAlan                             |  |  |       |  |  |                       |  |  |                      |  |
| Alexander Stewart    |                       | Margaret Holland                   |                                            |  |  |       |  |  |                       |  |  |                      |  |
|                      | Giovanni II di Egmond | Arnold, Signore di Egmond          |                                            |  |  |       |  |  |                       |  |  |                      |  |
|                      | Giovanni II di Egmond | Arnold, Signore di Egmond          |                                            |  |  |       |  |  |                       |  |  |                      |  |
|                      | Giovanni II di Egmond | Jolanthe di Leiningen              |                                            |  |  |       |  |  |                       |  |  |                      |  |
| Arnoldo di Egmond    | Giovanni II di Egmond |                                    |                                            |  |  |       |  |  |                       |  |  |                      |  |
|                      |                       | Maria Van Arkel                    | Johan V, Signore di Arkel                  |  |  |       |  |  |                       |  |  |                      |  |
|                      |                       | Maria Van Arkel                    | Johan V, Signore di Arkel                  |  |  |       |  |  |                       |  |  |                      |  |
|                      |                       | Maria Van Arkel                    | Joanna di Jülich                           |  |  |       |  |  |                       |  |  |                      |  |
| Maria di Gheldria    |                       | Maria Van Arkel                    |                                            |  |  |       |  |  |                       |  |  |                      |  |
|                      |                       | Adolfo I di Kleve                  | Adolfo III di Mark                         |  |  |       |  |  |                       |  |  |                      |  |
|                      |                       | Adolfo I di Kleve                  | Adolfo III di Mark                         |  |  |       |  |  |                       |  |  |                      |  |
|                      |                       | Adolfo I di Kleve                  | Margaretha di Jülich                       |  |  |       |  |  |                       |  |  |                      |  |
| Caterina di Kleve    |                       | Adolfo I di Kleve                  |                                            |  |  |       |  |  |                       |  |  |                      |  |
|                      |                       | Marie di Borgogna                  | Giovanni di Borgogna                       |  |  |       |  |  |                       |  |  |                      |  |
|                      |                       | Marie di Borgogna                  | Giovanni di Borgogna                       |  |  |       |  |  |                       |  |  |                      |  |
|                      |                       | Marie di Borgogna                  | Margherita di Baviera                      |  |  |       |  |  |                       |  |  |                      |  |
|                      |                       | Marie di Borgogna                  |                                            |  |  |       |  |  |                       |  |  |                      |  |